# Ronald Augustin
Ronald Augustin (Amsterdam, 20 september 1947) is een Nederlander die in de jaren zeventig lid was van de West-Duitse links-radicale strijdgroep Rote Armee Fraktion (RAF). Augustin was een graficus. In de jaren zestig was hij politiek actief in de Vietnambeweging en de Underground Press.
In september 1969 vestigde Augustin zich in West-Berlijn. In 1970 of 1971 kwam het tot contacten met RAF kaders. Op 23 juli 1973 werd Augustin aangehouden toen hij per trein Duitsland binnenreisde. Hij liet het niet op een vuurgevecht aankomen uit consideratie met twee meisjes in zijn coupé. Vanaf mei 1974 zat Augustin gevangen in Hannover en nam hij deel aan meerdere hongerstakingen.
In 1975 werd hij bij een proces in een speciaal gebouwde beveiligde rechtbank in Bückeburg veroordeeld tot een gevangenisstraf van zeven jaren wegens zijn lidmaatschap in de RAF, het bedreigen van de douanebeambte en het vervalsen van documenten. Zijn advocaat was Pieter Bakker Schut die via Augustin ook in contact kwam met andere RAF-leden.  
In 1980 kwam Augustin op vrije voeten. Van zijn toenmalige opvattingen heeft Augustin geen afstand genomen. 
Voor het Internationaal Instituut voor Sociale Geschiedenis heeft hij een RAF Archief samengesteld.  